# Władlen Wierieszczetin
Władlen Stiepanowicz Wierieszczetin (ur. 8 stycznia 1932 w Briańsku, Rosja, zm. 7 sierpnia 2024) – rosyjski prawnik, sędzia Międzynarodowego Trybunału Sprawiedliwości.
Profesor prawa międzynarodowego w Instytucie Państwa i Prawa Rosyjskiej Akademii Nauk od 1982 do 1995.
Członek Komisji Prawa Międzynarodowego w latach 1992–1995, jej przewodniczący w 1994.
Był delegatem Rosji w Komitecie ONZ do spraw Pokojowego Wykorzystania Przestrzeni Kosmicznej i w jego Podkomitecie Prawnym.
W latach 1995–2006 był sędzią Międzynarodowego Trybunału Sprawiedliwości. 6 lutego 2006 jego miejsce zajął Leonid Skotnikow.